# Stowarzyszenie Inżynierów i Techników Przemysłu Materiałów Budowlanych
Stowarzyszenie Inżynierów i Techników Przemysłu Materiałów Budowlanych (SITPMB) (ang. Association of Engineers and Technicians of the Building Materials Industry) – organizacja o charakterze naukowo-technicznym działająca na rzecz użyteczności społecznej i publicznej. SITPMB stanowi dobrowolne i samorządne zrzeszenie inżynierów i techników wszystkich specjalności oraz innych osób fizycznych i prawnych działających w dziedzinie budownictwa, wytwarzania, stosowania i rozpowszechniania materiałów i wyrobów budowlanych, szkła i ceramiki.
SITPMB jest Członkiem Federacji Naukowo-Technicznej NOT, posiada osobowość prawną.

## Historia
Za początek organizacyjny przyjmuje się dni 2–4 września 1946 r., kiedy to z inspiracji dwóch Centralnych Zarządów: Przemysłu Materiałów Budowlanych oraz Przemysłu Drzewnego zwołano w Bydgoszczy Walny Zjazd Inżynierów i Techników tych przemysłów i w wyniku podjętych Uchwał powołano do życia Stowarzyszenie Inżynierów i Techników Przemysłu Materiałów Budowlanych i Mineralnego – protoplasty obecnego SITPMB.
Zgodnie z ówczesnymi wymogami NOT (Naczelnej Organizacji Technicznej), ze względów na mniejszą niż 3000 liczbę członków, konieczne było dołączenie Stowarzyszenia, na prawach Komitetu jako tzw. „Chemia Budowlana”, do istniejącego od 1927 roku Stowarzyszenia Inżynierów i Techników Przemysłu Chemicznego.
15 lutego 1968 r. w Warszawie miał miejsce I Walny Zjazd Delegatów (WZD), na którym podjęto uchwałę o samodzielnym funkcjonowaniu SITPMB.

## Kalendarium ważniejszych wydarzeń w SITPMB
- 2–4 września 1946 – powołanie do życia Stowarzyszenia Inżynierów i Techników Przemysłu Materiałów Budowlanych i Mineralnego,
- 15 lutego 1968 – I Walny Zjazd Delegatów jako SITPMB,
- 19 czerwca 1968 – powstanie Logo SITPMB, projekt stworzony przez profesora Wiktora Zina,
- 26 czerwca 1968 – powstanie ZOR decyzją Ministra Finansów,
- 3 czerwca 1969 – powstanie Ośrodka Szkoleniowego w Krakowie (później znanego jako Ośrodek Doskonalenia Kadr Technicznych),
- 28 października 1970 – nadanie uprawnień przez Ministra Przemysłu Materiałów Budowlanych dla ZORu do wydawania ocen i opinii z zakresu budownictwa i przemysłu materiałów budowlanych,
- 16–17 kwietnia 1971 – II Walny Zjazd Delegatów zorganizowany w Sopocie w Grand Hotelu,
- 19–20 maja 1974 – III Walny Zjazd Delegatów zorganizowany w Katowickim Domu Technika,
- 22–23 maja 1977 – IV Walny Zjazd Delegatów zorganizowany w Krakowie w Domu Społecznym Akademii Górniczo-Hutniczej,
- 8–9 czerwca 1980 – V Walny Zjazd Delegatów zorganizowany w Urzędzie Wojewódzkim w Opolu,
- 28–29 maja 1983 – VI Walny Zjazd Delegatów zorganizowany w Rzeszowskim Domu Technika,
- 24–25 maja 1986 – VII Walny Zjazd Delegatów zorganizowany w Bydgoszczy w Domu Technika (Uchwałą WZD zmieniono numer WZD z VII na IX. Powodem zmiany było uwzględnienie w numeracji dwóch Walnych Zjazdów w latach 1946 oraz 1949 kiedy SITPMB było połączone ze Stowarzyszeniem Inżynierów i Techników Przemysłu Chemicznego),
- 4–5 listopada 1989 – X Walny Zjazd Delegatów zorganizowany w Lubelskim Domu Technika,
- 24–25 września 1993 – XI Walny Zjazd Delegatów zorganizowany w Trzuskawicy koło Kielc,
- 18–19 czerwca 1998 – XII Walny Zjazd Delegatów zorganizowany w Warszawskim Domu Technika,
- 25 czerwca 2002 – XIII Walny Zjazd Delegatów zorganizowany w Warszawskim Domu Technika,
- 2–3 września 2006 – XIV Walny Zjazd Delegatów zorganizowany w Skale koło Krakowa,
- 29–30 maja 2010 – XV Walny Zjazd Delegatów zorganizowany w Warszawie,
- 31 maja 2014 – XVI Walny Zjazd Delegatów zorganizowany w Pruszkowie koło Warszawy,
- 17 listopada 2017 – Gala 70-lecia Stowarzyszenia oraz miesięcznika „Materiały Budowlane” na Zamku Królewskim w Warszawie,
- 29 grudnia 2017 – Nadanie przez Urząd Patentowy Rzeczypospolitej Polskiej praw ochronnych dla Loga Stowarzyszenia,
- 25–27 maja 2018 – XVII Walny Zjazd Delegatów zorganizowany w Bielawach w Cementowni „Kujawy-Lafarge”.

## Oddziały i Sekcje SITPMB
Ilość Oddziałów i Sekcji od powstania Stowarzyszenia ulegała wielu zmianom. Wynikało to zarówno z przemian ustrojowych, zmian ilości województw, jak również oczekiwań i zapotrzebowań członków Stowarzyszenia. Ostatnia zmiana została dokonana w roku 2016. Od tego momentu Stowarzyszenie liczy 15 Oddziałów i 3 Sekcje wymienione poniżej. Główną funkcją tych jednostek terenowych jest integracja członków Stowarzyszenia. Realizowane jest to poprzez organizację prelekcji, konferencji i odczytów związanych z tematyką przemysłu materiałów budowlanych oraz wyjazdów szkoleniowo-technicznych i spotkań organizacyjno-integracyjnych.

### Wykaz Oddziałów i Sekcji

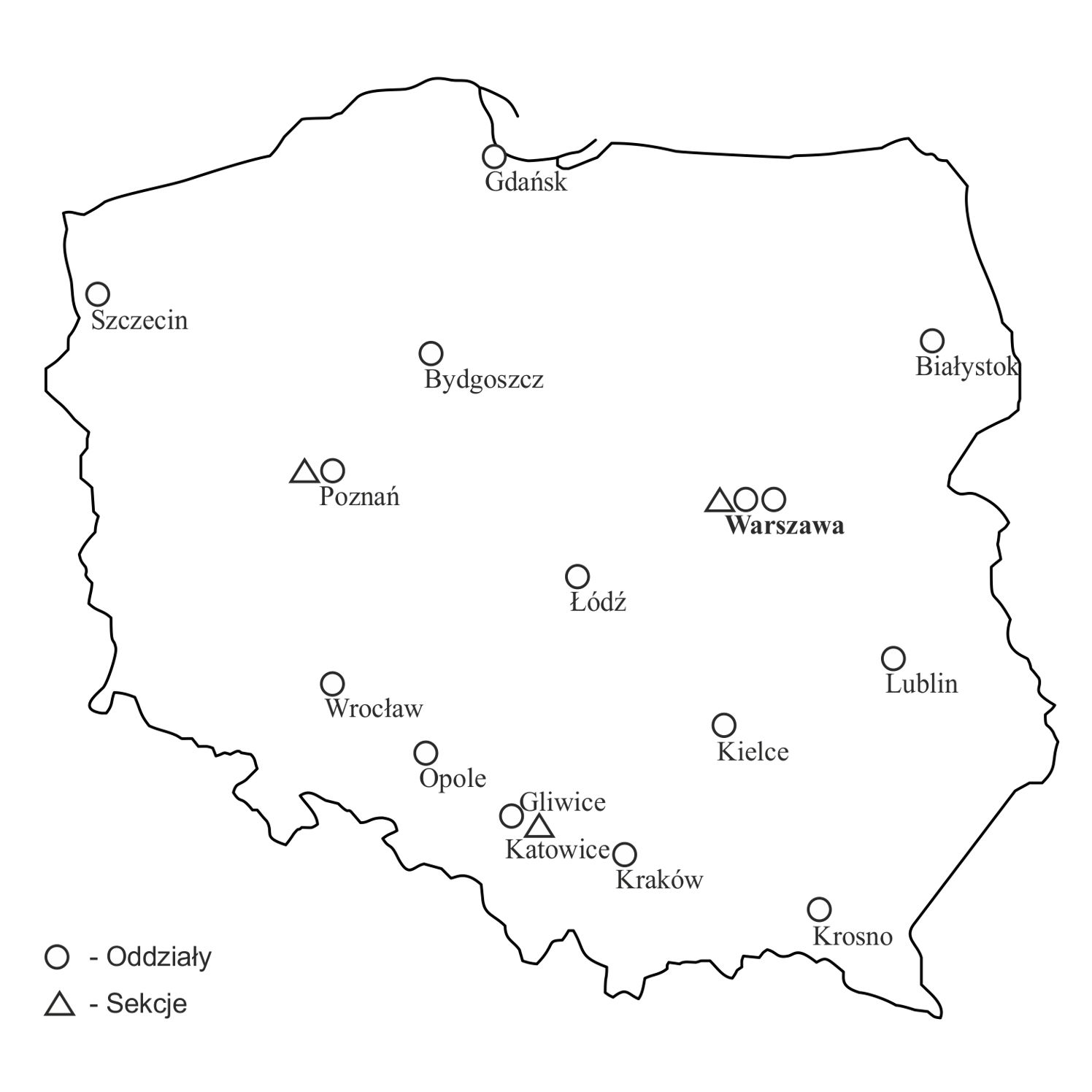

| Jednostka Organizacyjna        | Siedziba  | Rok powstania |
| ------------------------------ | --------- | ------------- |
| Oddział Podlaski               | Białystok | 1961          |
| Oddział Kujawsko-Pomorski      | Pakość    | 1946          |
| Oddział Śląski                 | Gliwice   | 1946          |
| Oddział Pomorski               | Gdańsk    | 1946          |
| Oddział Małopolski             | Kraków    | 1946          |
| Oddział Podkarpacki            | Krosno    | 1955          |
| Oddział Opolski                | Opole     | 1951          |
| Oddział Wielkopolski           | Poznań    | 1946          |
| Oddział Zachodniopomorski      | Szczecin  | 1968          |
| Oddział Dolnośląski            | Wrocław   | 1946          |
| Oddział Mazowiecki             | Warszawa  | 1946          |
| Oddział Łódzki                 | Łódź      | 2006          |
| Oddział Lubelski               | Lublin    | 1954          |
| Oddział Świętokrzyski          | Kielce    | 1950          |
| Oddział przy Zarządzie Głównym | Warszawa  | 2016          |
| Sekcja Przemysłu Szklarskiego  | Katowice  | 1954          |
| Sekcja Blacharsko-Dekarska     | Warszawa  | 2007          |
| Sekcja „Metalplast”            | Poznań    | 1966          |

## Działalność SITPMB
- Reprezentacja interesów zbiorowych członków Stowarzyszenia wobec organów władzy publicznej (w dziedzinie budownictwa, wytwarzania, stosowania i rozpowszechniania materiałów budowlanych, szkła i ceramiki);
- Integracja środowiska inżynierskiego poprzez wytwarzanie więzi koleżeńskich i zawodowych;
- Nadawanie tytułu rzeczoznawcy branżowego SITPMB uprawniającego do podjęcia prac w ramach ZOR na terenie całego kraju;
- Organizacja konferencji i konkursów;
- Współpraca z administracją publiczną, organizacjami społecznymi, izbami i NGO;
- Prowadzenie działalności szkoleniowej we współpracy z władzami oświatowymi w zakresie opracowywania i opiniowania programów i metod nauczania;
- Prowadzenie działalności wydawniczej – SITPMB jest właścicielem czasopism: „Materiały Budowlane” oraz „Szkło i Ceramika”;
- Opiniowanie projektów ustaw, aktów prawnych i decyzji dotyczących budownictwa i przemysłu materiałów budowlanych, szkła i ceramiki.

## Zespół Ośrodków Rzeczoznawstwa (ZOR)
ZOR został powołany na podstawie decyzji Ministra Finansów z dnia 26 czerwca 1968 r. Zarządzeniem ministra Przemysłu Materiałów Budowlanych z dnia 28.10.1970 r. ZOR został uznany za jednostkę uprawnioną do wydawania ekspertyz, ocen i opinii dla jednostek resortu budownictwa i przemysłu materiałów budowlanych.

### Zakres usług eksperckich obejmuje dziedziny
- materiałów budowlanych oraz szkła i ceramiki;
- spoiw i kruszyw, zaczynów i zapraw oraz betonów;
- robót kamieniarsko-budowlanych i wyrobów z kamienia;
- stolarki otworowej i podłóg;
- pokryć dachowych i robót blacharsko-dekarskich;
- materiałów izolacyjnych;
- mykologii (odgrzybiania).

### Rzeczoznawcy SITPMB wykonują
- okresowe kontrole stanu technicznego budynków;
- ekspertyzy dotyczące konstrukcji obiektów budowlanych;
- nadzory nad robotami budowlanymi;
- odbiory mieszkań w imieniu klienta oraz obmiary techniczne obiektów budowlanych.

## Szkolenia
3 czerwca 1969 SITPMB podjęło uchwałę o utworzeniu Ośrodka Szkoleniowego, później zwanego Ośrodkiem Doskonalenia Kadr Technicznych (ODKT). Został zarejestrowany w Kuratorium Oświaty pod nr KOIPU 5094/42/92.
Celami ODKT było edukowanie i popularyzowanie techniki. Były one realizowane przez organizowanie kursów przyuczających, wyuczających i doskonalących w zawodach, kursów dla menadżerów oraz sympozjów naukowych.
Zakres szkoleń ODKT:
- zagadnienia związane z przemysłem cementowym;
- wybrane zagadnienia z górnictwa odkrywkowego;
- ergonomia oraz bezpieczeństwo i higiena pracy;
- psychologia pracy;
- prawo geologiczne i metodyka nauczania;
- przedmioty menadżerskie dla dyrektorów szkół.

W 1995 roku przy ODKT została powołana Komisja Kwalifikacyjna, która nadawała uprawnienia do wykonywania zawodu (). W tym samym roku powołano również Komisję Egzaminacyjną, której Kurator Oświaty w Krakowie nadał prawo do nadawanie tytułów: „mistrza zawodu” oraz „wykwalifikowanego robotnika w zawodzie górnik kopalni odkrywkowej”. Kurator Oświaty w Krakowie powołał także Państwową Komisję Egzaminacyjną dla instruktorów praktycznej nauki zawodu w zakresie przygotowania pedagogicznego.
ODKT prowadził działalność do lipca 2014 roku.
31 lipca 2014 roku powołano Centrum Szkolenia Technicznego SITPMB FSN-T NOT.

## Stowarzyszeniowe wydawnictwa prasowe i książkowe
SITPMB w trakcie swojego istnienia zawsze było inspiratorem działań na rzecz zwiększenia ilości tytułów prasowych i książkowych o tematyce związanej z przemysłem materiałów budowlanych. W tym celu oddelegowano członka SITPMB do Rady Programowej Wydawnictwa „Arkady”, a w późniejszym czasie do wydawnictwa „SIGMA”. Powstało wiele książek i opracowań wydanych z inicjatywy członków SITPMB. Stowarzyszenie jest właścicielem miesięcznika „Materiały Budowlane” oraz dwumiesięcznika „Szkło i Ceramika”.
- Miesięcznik „Materiały Budowlane” powstał w 1946 roku i ukazywał się do roku 1957. Półoficjalnym organem prasowym SITPMB w owym czasie był tygodnik „Przemysł Materiałów Budowlanych”. Niestety współpraca ta zakończyła się w roku 1970, kiedy to PMB został wcielony do tygodnika „Fundamenty”. Był to powód dla którego Stowarzyszenie postanowiło reaktywować czasopismo „Materiały Budowlane”[4], aby móc dalej propagować informacje związane z przemysłem materiałów budowlanych oraz działalnością SITPMB. Uzyskanie zgody od Głównego Urzędu Kontroli Prasy nastąpiło 11 marca 1973 r. i 8 dni później ukazał się pierwszy numer reaktywowanego miesięcznika „Materiały Budowlane” wydane jest przez Sigmę-NOT. Czasopismo otrzymało wiele odznaczeń min. Złotą Odznakę Zasłużony dla Budownictwa i Przemysłu Materiałów Budowlanych oraz Złotą Odznakę Honorową SITPMB. Znajduje się również na liście punktowanych czasopism Ministerstwa Nauki i Szkolnictwa Wyższego (punktacja za publikację 8 punktów).
- Dwumiesięcznik „Szkło i Ceramika” powstał w 1935. Patronem czasopisma był Instytut Szkła i Ceramiki. Na mocy porozumienia pomiędzy SITPMB a Instytutem Ceramiki i Materiałów Budowlanych[5] od roku 2015 ICiMB jest wydawcą czasopisma. „Szkło i Ceramika” znajduje się na liście punktowanych czasopism Ministerstwa Nauki i Szkolnictwa Wyższego (punktacja za publikację 7 punktów). Otrzymało Złotą Odznakę Zasłużony dla Budownictwa oraz Złotą Odznakę Honorową SITPMB.